# Славянка (Новосибирская область)
Славя́нка — село в Баганском районе Новосибирской области. Входит в состав Лозовского сельсовета.

## География
Площадь села — 30 гектар.

## Население
| 1976 | 1995 | 2002 | 2007 | 2010 |
| ---- | ---- | ---- | ---- | ---- |
| 174  | ↗179 | ↘174 | ↗188 | ↘139 |

## Инфраструктура
В селе по данным на 2006 год функционируют 1 учреждение здравоохранения, 1 образовательное учреждение.